# Flaws and All
«Flaws and All» es una canción interpretada por la cantante estadounidense Beyoncé, incluida en la edición de lujo de su segundo álbum de estudio, B'Day (2007). Ne-Yo, Solange Knowles, Shea Taylor y la cantante la compusieron, mientras que estos dos últimos la produjeron. En ella, Beyoncé expresa sobre el verdadero amor y cómo necesita de alguien que la ame. Obtuvo comentarios positivos de los críticos musicales, quienes elogiaron la vulnerabilidad de la artista en la pista. Asimismo, también señalaron que era mejor que algunas de las canciones de la edición estándar de B'Day.
El videoclip fue dirigido por Cliff Watts y Beyoncé e incluido en el DVD B'Day Anthology Video Album. Cuenta con clips del anuncio promocional de B'Day por Walmart, en el que la cantante no realiza sincronía de labios, sino que actúa como si fuese un escenario cotidiano. Explicó que el concepto era mostrar un lado diferente de ella que nadie vio. Para promocionar la canción, Beyoncé interpretó «Flaws and All» en las giras mundiales The Beyoncé Experience (2007), cuya presentación figuró en el álbum en vivo The Beyoncé Experience Live, y The Mrs. Carter Show World Tour (2013). Asimismo, la cantó en el programa The Ellen DeGeneres Show en 2008 y en la revista Revel Presents: Beyoncé Live, acontecida en mayo de 2012.

## Concepción
Ne-Yo, Shea Taylor, Beyoncé y su hermana Solange Knowles compusieron «Flaws and All», mientras que su producción la llevó a cargo la cantante y Taylor. La canción de rhythm and blues fue mezclada por Jean-Marie Horvat en los estudios Oz Recording de Valencia, California. Jim Caruana, Shane Woodley y Robert «LB» Dorsey la grabaron en Roc the Mic, en Nueva York. Aunque originalmente la canción figuró en la reedición de B'Day, se incluyó además en álbumes recopilatorios. En 2007, apareció en la banda sonora de Why Did I Get Married? (2007) de Tyler Perry. En 2008, Beyoncé publicó la canción en un álbum recopilatorio dedicado a las interpretaciones en karaoke, titulado Beyoncé Karaoke Hits, Vol. I. El autor Latrice Gleen hace referencia al tema en un libro de memorias titulado My Life's Journey (2010).

## Recepción
Chris Willman de Entertainment Weekly nombró a la canción como su más favorita de la edición de lujo de B'Day, y comentó: «Mejor es "Flaws and All", una balada en la que B[eyoncé] expresa gratitud melismática que las perras adictas al trabajo (¡sus palabras!) merecen amor también». Rory Dollard del periódico inglés Metro también escribió que era mejor que algunas de las pistas originales de B'Day. BET la incluyó en su lista de las 10 mejores canciones de R&B que se sienten bien, en el puesto número nueve. Al respecto, comentó que «Flaws and All» reveló a Beyoncé en su momento más vulnerable, y «demostró que incluso una súperestrella puede luchar con las inseguridades y estar necesitada de alguien que la ame». Bobby Reed de Chicago Sun-Times señaló que la letra podría referirse a «la forma en que los fanáticos admiran a Beyoncé». En otra opinión, Anthony Venutolo de New Jersey On-Line afirmó que habla sobre el verdadero amor. Kelly Rowland, integrante y colega de la banda Destiny's Child, habló sobre la pista durante la edición «Mujer del año» de la revista Billboard. Allí, declaró: «Beyoncé es una verdadera artista que lo lleva cada vez. Mi canción favorita siempre será "Flaws and All". Tanto sentimiento, tan hermoso; su voz suena increíble».

## Vídeo musical
Cliff Watts y Beyoncé dirigieron el vídeo musical de «Flaws and All». Fue rodado en una película Super-8 barata durante las dos semanas de filmación para B'Day Anthology Video Album (2007). Los críticos señalaron que la cantante emula a Marilyn Monroe, Brigitte Bardot y Barbra Streisand en el clip. Durante una entrevista con MTV en «Beyoncé: Behind the B'Day Music Videos», el canal comentó, en relación con la aparición de la artista en el vídeo, que actúa como «una tonta», y «también se siente como que llegamos a ver lo real [de ella]». Al respecto, Beyoncé respondió: «Soy diferente en mi vida diaria. Mi vida personal y mi vida de celebridad, los he separado tanto, son como dos personas diferentes. Pero yo estoy bastante equilibrada. Estoy por encima y soy natural».
En una entrevista con Vibe, Beyoncé explicó el concepto del vídeo en profundidad después de ser cuestionada como una «mujer todos los días»: «Yo no canto nada de la canción. Todo el tiempo es como una película silenciosa y estoy siendo yo misma. No soy "interpretación". Revelo un lado de mí que nadie jamás vio. Soy tonta y boba y no... tratando de ser una diva, o tratando de ser una estrella – solo yo». El vídeo presenta un tema blanco y negro y una textura granulada de la película. Beyoncé no hace sincronía de labios pero actúa partes de la canción y posa. Varias de las escenas utilizadas habían sido rodadas en 2006 para un anuncio promocional de B'Day por Walmart.

## Presentaciones en directo

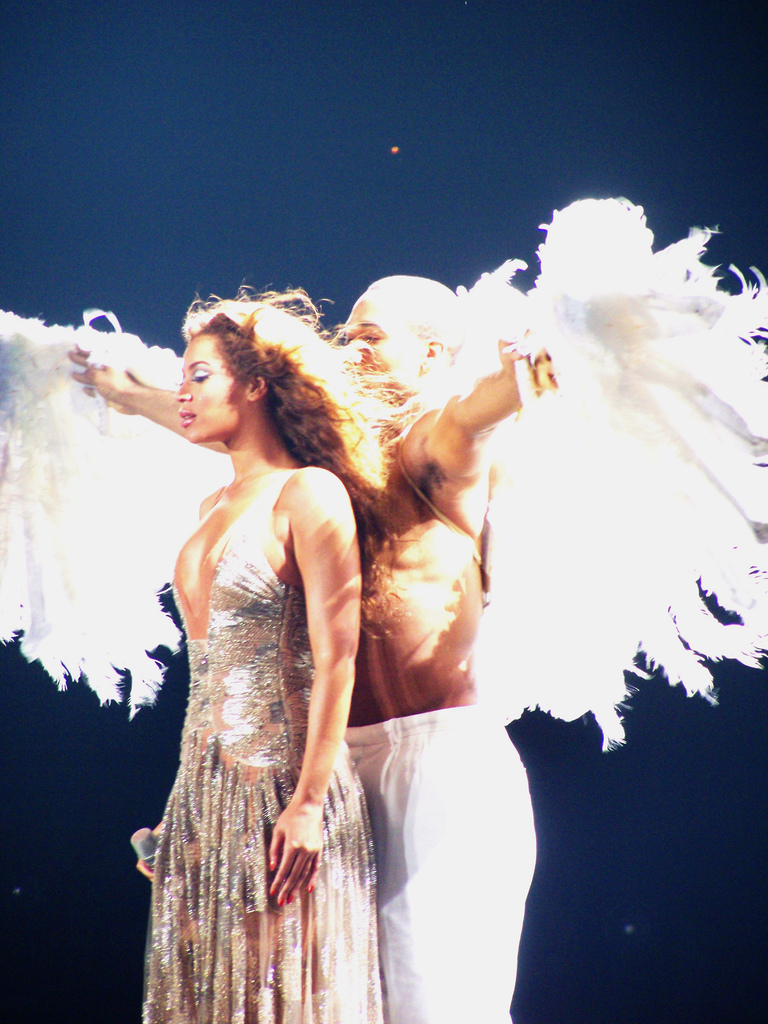
Beyoncé interpretando «Flaws and All» en la gira The Beyoncé Experience (2007).

Beyoncé interpretó «Flaws and All» en múltiples ocasiones, entre ellas como parte del repertorio de la gira The Beyoncé Experience, realizada en el año 2007. La cantante lloró durante la actuación, y luego fue abrazada por un bailarín vestido de ángel. Chris Willman de Entertainment Weekly elogió la actuación de la cantante, al comentar: «El verdadero momento desfibrilador, todos los vestidos sexies cambian a un lado, es "Flaws and All", durante el cual Beyoncé llora lágrimas reales, al mismo tiempo que pide perdón por ser tan perra. Es una actuación rara, cursi [y] melodramática en unas energizantes dos horas». La interpretación también llamó la atención del escritor Jon Pareles de The New York Times, que declaró: «A lo largo de la manera en que el concierto fue un escaparate para su música constantemente creciente, de los ritmos dance cinéticos de canciones como "Get Me Bodied" a dramáticas baladas como "Flaws and All", en la que Beyoncé cantó con los ojos bien abiertos en un vídeo de cerca». Durante la interpretación ofrecía una «letanía de sus propias "imperfecciones" que su amante abraza incondicionalmente». John Aizlewood del Daily Mail criticó el abrazo del ángel al final de la actuación como la parte más débil de The Beyoncé Experience. Un escritor de The Times también le otorgó una opinión variada, y sostuvo que «su intento de una balada introspectiva fue menos convincente». Anthony Venutolo de New Jersey On-Line escribió que fue «absurda». La presentación de Los Ángeles fue grabada y publicada en el álbum en directo The Beyoncé Experience Live. Asimismo, fue mostrada independientemente en MTV y se publicó a través de descarga digital en las tiendas de iTunes en enero de 2007.
Beyoncé interpretó «Flaws and All» en el programa The Ellen DeGeneres Show, el 25 de noviembre de 2008, mientras promocionaba su tercer álbum de estudio I Am... Sasha Fierce. En mayo de 2012, la cantó como parte de su revista Revel Presents: Beyoncé Live, en Atlantic City, Nueva Jersey, en el complejo turístico Revel. Mientras reseñaba el concierto, Ben Ratliff de The New York Times escribió: «Tiene una cara de reacción rápida y abre sus ojos para mirar asombrada, tocada o agradecida. (Lo hizo especialmente durante "Flaws and All", que dedica a sus seguidores: I don't know why you love me/And that's why I love you)». Un editor de la revista Vibe listó la interpretación en los cinco momentos notables de los conciertos, y dijo que Beyoncé «tenía el zoom de la cámara en su rostro todo el tiempo, mostrando a la multitud sus propios "defectos", [y] permitiendo a la gente conectarse a ella». En el año 2013, la cantante añadió «Flaws and All» al repertorio de la gira The Mrs. Carter Show World Tour. Durante la presentación, la artista dedicó la canción a sus seguidores, los BeyHive.

## Créditos y personal
- Beyoncé: composición, producción y voz
- Jim Caruana: grabación
- Tim Coyne: máster de grabación
- Rober «LB» Dorsey: grabación
- Jean-Marie Horvat: mezcla
- Solange Knowles: composición
- Collin Miller: ingeniería de preparación digital
- Ne-Yo: composición y coproducción
- Shea Taylor: composición y producción
- Michael Tocci: grabación
- Shane Woodley: grabación

Fuentes: Créditos adaptados de las notas de la edición de lujo de B'Day.